# Ghiacciaio McElroy
Il ghiacciaio McElroy è un ghiacciaio situato sulla costa di Pennell, nella regione nord-occidentale della Dipendenza di Ross, in Antartide. In particolare, il ghiacciaio, il cui punto più alto si trova a circa 900 m s.l.m., ha origine alla base della penisola Tapsell, nella parte orientale dei monti ANARE, e da qui fluisce verso sud, scorrendo lungo il versante occidentale della cresta Matthews fino a congiungere il proprio flusso con quello del ghiacciaio Barnett.

## Storia
Il ghiacciaio McElroy è stato mappato per la prima volta dallo United States Geological Survey grazie a fotografie scattate dalla marina militare statunitense (USN) durante ricognizioni aeree e terrestri effettuate nel periodo 1960-63, e così battezzato dal Comitato consultivo dei nomi antartici in onore di Clifford T. McElroy, geologo del Programma Antartico degli Stati Uniti d'America di stanza alla Stazione McMurdo nelle stagioni 1964-65 e 1966-67.